# FK Inkaras Kaunas
Le FK Inkaras Kaunas est un club lituanien de football disparu.

## Palmarès
- Championnat de Lituanie de football (2)
  - Champion : 1995 et 1996
- Coupe de Lituanie de football (1)
  - Vainqueur : 1995
  - Finaliste : 1996 et 1997
- Supercoupe de Lituanie de football (1)
  - Vainqueur : 1995
  - Finaliste : 1996

## Anciens joueurs
- Ricardas Beniusis
- Rimas Kazlauskas
- Romualdas Liutkevicius
- Darius Maciulevicius
- Arunas Mika
- Eimantas Poderis
- Marius Poskus
- Kestutis Rudzionis
- Darius Sanajevas
- Aurelijus Skarbalius
- Marius Skinderis
- Audrius Slekys
- Andrius Upstas
- Raimondas Vainoras
- Marius Zaliukas
- Irmantas Zelmikas
- Raimondas Zutautas